# Seminario Rabínico Latinoamericano

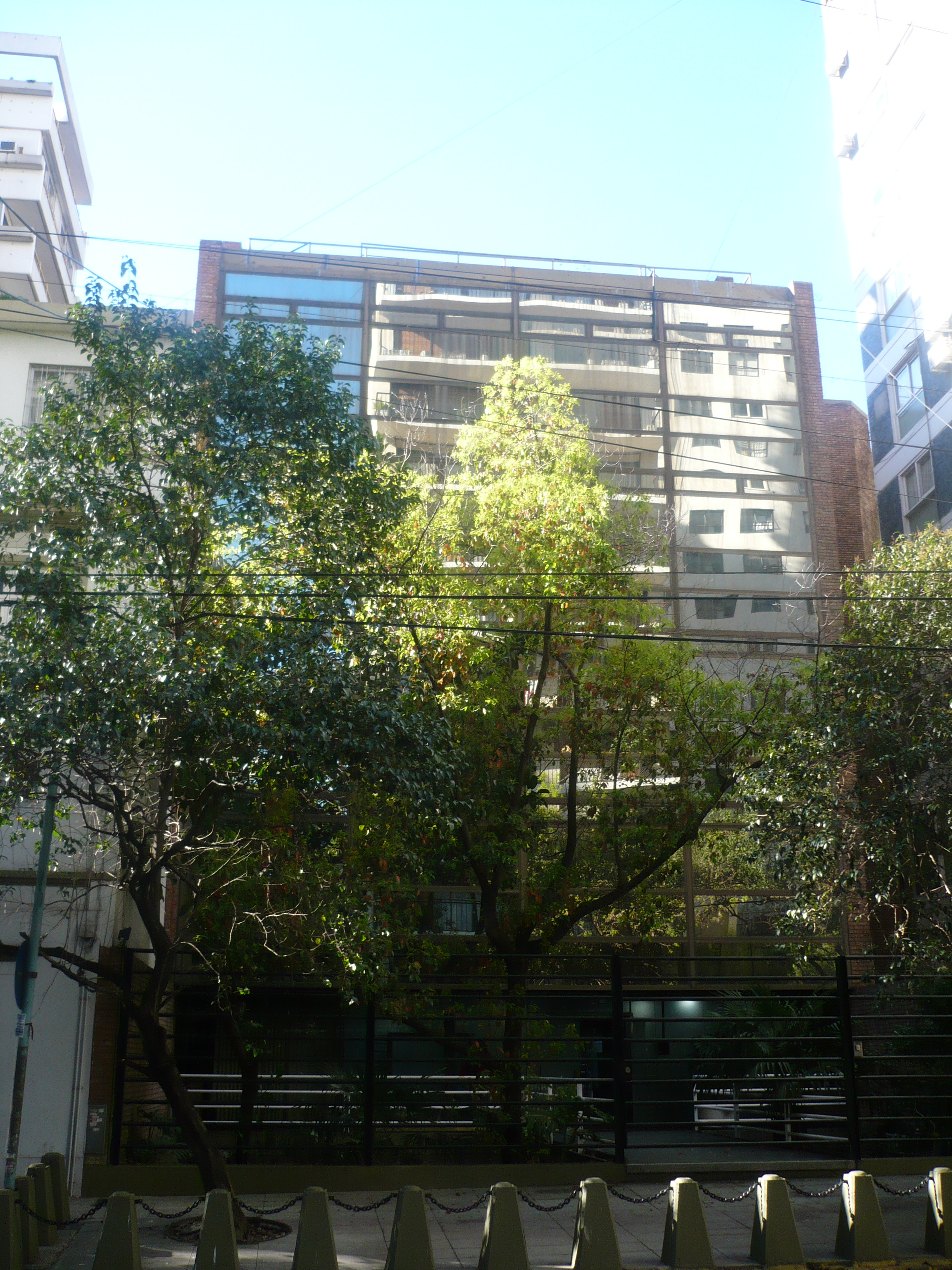
Seminario Rabínico Latinoamericano Marshall T. Meyer in Buenos Aires (Argentinien)

Das Seminario Rabínico Latinoamericano (Lateinamerikanische Rabbinerseminar) wurde 1962 von Rabbiner Marshall T. Meyer (1930–1993) gegründet, nach dem es auch benannt ist. Es wird von Rabbiner Abraham Skorka geleitet.

## Das Seminar
Es ist ein pädagogisches, akademisches und kulturelles Zentrum der Masorti-Bewegung (konservatives Judentum) in Lateinamerika, das sich der Ausbildung und Ordination von Rabbinern widmet, um die jüdische Religion in den lateinamerikanischen Gemeinden zu verbreiten und zu erhalten. Es ist in der argentinischen Hauptstadt Buenos Aires angesiedelt. Es ist das Rabbinerseminar, aus dem die wichtigsten Rabbiner der Masorti-Bewegung in der gesamten Region hervorgehen.

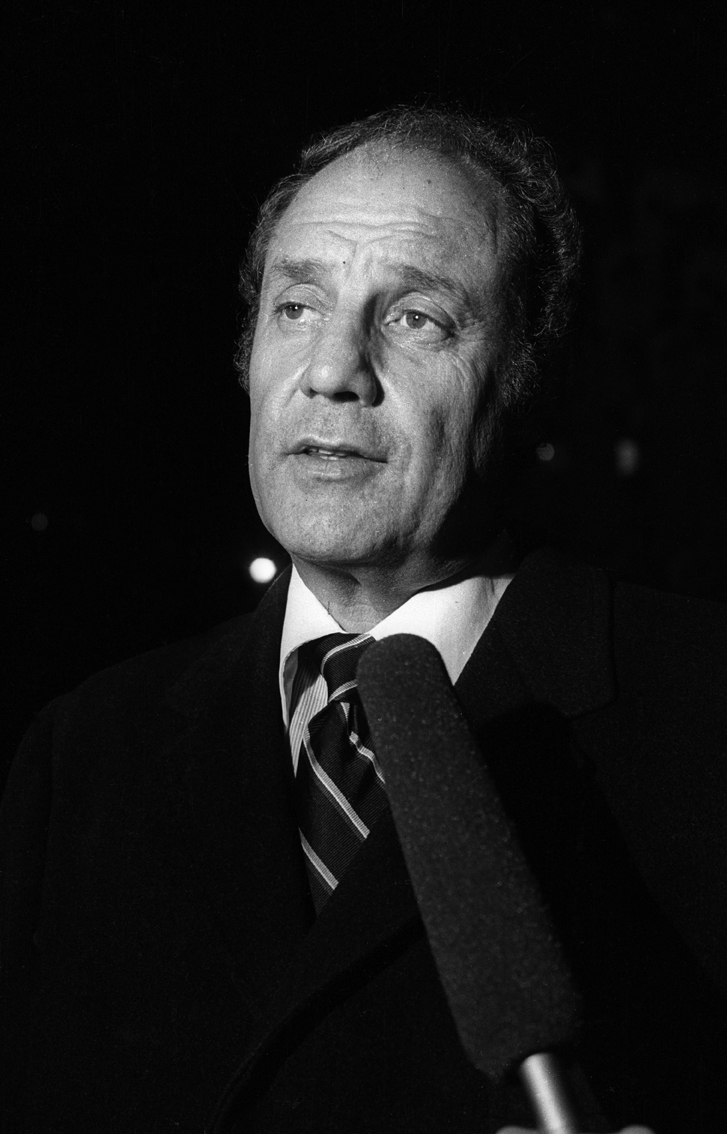
Marshall T. Meyer

Der konservative Rabbiner Marshall T. Meyer, der unter dem Einfluss von Abraham Joshua Heschel (1907–1972) stand und in der Synagoge der Congregación Israelita Argentina innerhalb der Congregación Israelita de la República Argentina(CIRA) tätig war, gründete das Rabbinerseminar aufgrund von Meinungsverschiedenheiten mit den eher traditionalistischen Positionen der CIRA-Führung.
Das Seminar beherbergt ein Zentrum für das Studium von Religion, Staat und Gesellschaft (CERES). Am Seminar sind verschiedene Institute angesiedelt. Die am Seminar ausgebildeten Rabbiner arbeiten in Gemeinden verschiedener Länder: Argentinien, Bolivien, Brasilien, Chile, Costa Rica, Kolumbien, Ecuador, Dominikanische Republik, Mexiko, Paraguay, Peru, Puerto Rico, San Salvador, Uruguay, Venezuela, Vereinigte Staaten, Kanada und Israel.
Das Seminar verfügt über eine Bibliothek, die als die vollständigste und aktuellste im Bereich der Judaistik in ganz Lateinamerika gilt. Sie umfasst über 50.000 Bände in Spanisch, Hebräisch, Englisch, Deutsch, Jiddisch, Französisch, Italienisch, Polnisch, Russisch und Griechisch.